# Йодерит
Йодерит — алюмосилікат магнію, заліза, кальцію та алюмінію острівної будови.

## Етимологія та історія
Вперше Йодерит був виявлений на пагорбі Маутія в районі Конґва (регіон Додома) в Танзанії. Перший опис був зроблений у 1959 році Дунканом Маккі та А. Дж. Редфордом, який назвав мінерал на честь петролога, а потім директора геофізичної лабораторії в Науковому інституті Карнегі Хаттен Шуйлер Йодер-молодшого.
Типовим матеріалом мінералу володіє Геологічна служба Танзанії в Додомі, Танзанія за каталогом №. JH 2563/2 та JH 2563/14, а також він є у Національному природознавчому музеї у Вашингтоні, округ Колумбія, США за каталогом №. 137854.

## Загальний опис
Хімічна формула: (Al, Mg, Fe, Ca)2[(O, OH)SiO4]. Склад у % (з родовища Маутіа-Гілл, о.Танганьїка): MgO — 12,33; FeO — 4,82; Fe2O3 — 0,50; CaO — 1,48; Al2O3 — 41,06; SiO2 — 36,12; H2O+ — 3,20; H2O- — 0,05.
Сингонія моноклінна.
Форма виділення — зерна несиметричного обрису.
Густина 3,39.
Твердість 6.
Колір пурпуровий.
Знайдений як породотвірний мінерал у кварц-йодерит-кіаніт-тальковому сланці.